# Paulo Costanzo
Paulo Costanzo (21 de setembro de 1978) é um ator canadense. Ele é mais conhecido por interpretar Aximili na série de televisão Animorphs, os papéis de Rubin Carver no filme de comédia Road Trip, Alexander Cabot em Josie and the Pussycats, Michael Tribbiani na sitcom da NBC Joey, Evan R. Lawson na série da USA Network Royal Pains e Lyor Boone no drama político da ABC Designated Survivor.

## Infância
Costanzo nasceu em Brampton, Ontário. Sua mãe é cantora e compositora e seu pai é um artista de ascendência italiana.

## Carreira
Em 2004, Costanzo foi escalado para o papel do sobrinho de Joey Tribbiani no spin-off de Friends, Joey, que ele interpretou em duas temporadas. Em 2017, foi escalado para um papel regular na segunda temporada de Designated Survivor da ABC como Lyor Boone. Em 2022, Costanzo apareceu no papel de Matteo na segunda temporada da série de comédia da Amazon Upload.

## Filmografia

### Cinema
| Ano  | Título                        | Personagem          | Notas           |
| ---- | ----------------------------- | ------------------- | --------------- |
| 2000 | Road Trip                     | Rubin Carver        |                 |
| 2001 | Josie and the Pussycats       | Alexander Cabot     |                 |
| 2001 | Gypsy 83                      | Troy                |                 |
| 2002 | 40 Days and 40 Nights         | Ryan                |                 |
| 2003 | Scorched                      | Stuart "Stu" Stein  |                 |
| 2003 | A Problem with Fear           | Laurie              |                 |
| 2004 | The Tao of Pong               | Hank                | Também produtor |
| 2006 | Dr. Dolittle 3                | Cogburn             | Dublagem        |
| 2006 | Puff, Puff, Pass              | Inquilino nº 1      |                 |
| 2006 | Everything's Gone Green       | Ryan                |                 |
| 2007 | The Day the Dead Weren't Dead | Deputado Sandbrooks | Curta-metragem  |
| 2008 | Splinter                      | Seth Belzer         |                 |
| 2010 | A Beginner's Guide to Endings | Jacob "Cob" White   |                 |
| 2013 | How to Be a Man               | Gary                |                 |
| 2013 | That Burning Feeling          | Adam Murphy         |                 |

### Televisão
| Ano       | Título                                    | Personagem                 | Notas                            |
| --------- | ----------------------------------------- | -------------------------- | -------------------------------- |
| 1997      | The Don's Analyst                         | Vito                       | Filme para televisão             |
| 1998      | My Date with the President's Daughter     | Arthur                     | Filme para televisão             |
| 1998      | Rescuers: Stories of Courage: Two Couples | Yaakov/Gaston              | Filme para televisão             |
| 1998–1999 | Animorphs                                 | Aximili-Esgarrouth-Isthill | 19 episódios                     |
| 1999      | Seasons of Love                           | Eugene                     | 2 episódios                      |
| 1999      | Psi Factor: Chronicles of the Paranormal  | Tony D'Angelo              | Episódio: "Nocturnal Cabal"      |
| 2004–2006 | Joey                                      | Michael Tribbiani          | Personagem principal             |
| 2008      | The More Things Change...                 | Nesby Phelps               | Filme                            |
| 2009–2016 | Royal Pains                               | Evan R. Lawson             | Personagem principal             |
| 2014      | Criminal Minds                            | Shane Wyeth                | Episódio: "The Black Queen"      |
| 2015      | The Expanse                               | Shed Garvey                | Temporada 1; 4 episódios         |
| 2016      | The Night Of                              | Ray Halle                  | Minissérie; personagem principal |
| 2017–2018 | Designated Survivor                       | Lyor Boone                 | Temporada 2                      |
| 2019      | FBI                                       | Spencer Briggs             | Convidado (temporada 1)          |
| 2022      | Upload                                    | Matteo                     | Recorrente (temporada 2)         |